# Bandera d'Alberta
La bandera d'Alberta, utilitzada per primer cop el 1967 i oficialment adoptada a partir de l'1 de juny de l'any següent, està formada per l'escut provincial centrat sobre un camp de color blau marí. La proporció de la bandera és 1:2.
L'escut provincial o escussó, no confondre amb l'escut d'armes, fou adoptat el setembre de 2013 com a emblema oficial independent i està format per la Creu de Sant Jordi sobre fons blanc a la franja superior, uns turons de color verd i una carena de muntanyes cobertes de neu sobre fons blau a la franja central i un camp d'espigues de blat sobre fons d'or a la franja inferior. La seva alçada és de 7/11 vegades l'alçada de la bandera.
Una enquesta duta a terme el 2001 per l'Associació Nord-americana de Vexillological (NAVA, en les seves sigles en anglès), va col·locar la bandera provincial d'Alberta en el lloc 35è en la qualitat del disseny dels 72 dissenys de banderes dels territoris i províncies del Canadà i dels estats nord-americans classificats.

## Altres banderes

Bandera de la comunitat francòona.